# 走査型電気化学顕微鏡
走査型電気化学顕微鏡（そうさがたでんきかがくけんびきょう、Scanning electro-chemical microscopy : SECM）は走査型プローブ顕微鏡の一種。

## 概要
走査型プローブ顕微鏡の一種で各種電極材料表面の電気化学反応に伴う析出や溶解や界面におけるイオンや電子移動反応等の可視化等を目的として使用される。
構造は電気化学走査型トンネル顕微鏡(ECSTM)に似ているが、SECMでは試料は電気化学セルに設置され、探針には電極が備えられていて、さらに試料電極と対極電極と参照電極の4つの電極とそれぞれの電極信号の検出・制御用のバイポテンショスタットから構成される。ECSTMでは探針と試料表面間に流れるトンネル電流を検出・利用するが、SECMでは探針電極と試料表面間の電気化学反応に起因するファラデー電流を検出・利用する点が異なる。SECMの探針にはECSTMの探針よりも直径の太い白金電極やマイクロピペットが用いられるので原子レベルの分解能が達成されているECSTMとは異なり、SECMの分解能は探針である電極先端部の直径に依存するので原理的に分解能はECSTMには及ばない。
SECMの探針と試料表面間の電気化学反応によるファラデー電流の定常電流は、定常電流をi、反応に関わる電子数をn、ファラデー定数をF、拡散係数をD、反応活性種の濃度をc、プローブ電極の半径をaとすると以下の式が成立する。
i=4nFDca

## 用途
- 蛋白酵素の活性の分布の可視化
- 生化学反応の測定や分布のin vitro観察
- 電気化学反応に伴う析出や溶解のin vivo観察
- 界面でのイオンや電子移動反応等の可視化
- 界面での電荷移動や物質移動の可視化